# 冰川縣 (蒙大拿州)
冰川縣（英語：Glacier County）是美國蒙大拿州西北部的一個縣，北鄰加拿大艾伯塔省。面積7,866平方公里。根据美國2000年人口普查，共有人口13,247人。治所卡特班克（Cut Bank）。
成立於1919年2月17日。縣名來自縣內的冰川國家公園。